# Cha-la-la, I need you
Cha-la-la, I need you is de debuutsingle van The Shuffles. Shufflesgitarist Henk van den Heuvel gebruikte het pseudoniem Hank Hillmann als medeschrijver van het nummer. Het nummer is alleen op single verschenen: de groep is nooit toegekomen aan het uitbrengen van een elpee.
In Nederland en Vlaanderen haalde het nummer net niet de eerste plaats. In de Veronica Top 40 hield popklassieker Oh well (part 1) van Fleetwood Mac het nummer van de eerste plaats af. In de Hilversum 3 Top 30 moest het nummer ook My special prayer van Percy Sledge laten voorgaan en bereikte het de derde plaats. En in de Vlaamse voorloper van de Ultratop 30 zorgde Elvis Presley er met Suspicious minds voor dat The Shuffles op twee bleven hangen.
In 1970 werd het plaatje opnieuw uitgegeven onder de titel Cha-la-la, ti amo.

## Hitnotering

### Nederlandse Top 40
| Hitnotering: week 39 in 1969 t/m 5 in 1970 | Hitnotering: week 39 in 1969 t/m 5 in 1970 | Hitnotering: week 39 in 1969 t/m 5 in 1970 | Hitnotering: week 39 in 1969 t/m 5 in 1970 | Hitnotering: week 39 in 1969 t/m 5 in 1970 | Hitnotering: week 39 in 1969 t/m 5 in 1970 | Hitnotering: week 39 in 1969 t/m 5 in 1970 | Hitnotering: week 39 in 1969 t/m 5 in 1970 | Hitnotering: week 39 in 1969 t/m 5 in 1970 | Hitnotering: week 39 in 1969 t/m 5 in 1970 | Hitnotering: week 39 in 1969 t/m 5 in 1970 | Hitnotering: week 39 in 1969 t/m 5 in 1970 | Hitnotering: week 39 in 1969 t/m 5 in 1970 | Hitnotering: week 39 in 1969 t/m 5 in 1970 | Hitnotering: week 39 in 1969 t/m 5 in 1970 | Hitnotering: week 39 in 1969 t/m 5 in 1970 | Hitnotering: week 39 in 1969 t/m 5 in 1970 | Hitnotering: week 39 in 1969 t/m 5 in 1970 | Hitnotering: week 39 in 1969 t/m 5 in 1970 | Hitnotering: week 39 in 1969 t/m 5 in 1970 | Hitnotering: week 39 in 1969 t/m 5 in 1970 |
| Week:                                      | 1                                          | 2                                          | 3                                          | 4                                          | 5                                          | 6                                          | 7                                          | 8                                          | 9                                          | 10                                         | 11                                         | 12                                         | 13                                         | 14                                         | 15                                         | 16                                         | 17                                         | 18                                         | 19                                         | uit                                        |
| ------------------------------------------ | ------------------------------------------ | ------------------------------------------ | ------------------------------------------ | ------------------------------------------ | ------------------------------------------ | ------------------------------------------ | ------------------------------------------ | ------------------------------------------ | ------------------------------------------ | ------------------------------------------ | ------------------------------------------ | ------------------------------------------ | ------------------------------------------ | ------------------------------------------ | ------------------------------------------ | ------------------------------------------ | ------------------------------------------ | ------------------------------------------ | ------------------------------------------ | ------------------------------------------ |
| Positie:                                   | 36                                         | 26                                         | 19                                         | 14                                         | 11                                         | 9                                          | 7                                          | 7                                          | 5                                          | 3                                          | 2                                          | 2                                          | 3                                          | 4                                          | 7                                          | 11                                         | 19                                         | 36                                         | 40                                         | uit                                        |

### NederlandseHilversum 3 Top 30
| Positie: | 26 | 15 | 10 | 8 | 6 | 6 | 6 | 6 | 3 | 3 | 3 | 5 | 5 | 11 | 12 | 21 | uit |

### BelgischeBRT Top 30
Deze lijst bestond nog niet.

### VlaamseVoorloper Ultratop 30
| Positie: | 19 | 11 | 5 | 3 | 2 | 3 | 6 | 6 | 7 | 10 | 15 | 19 | uit |

### Radio 2 Top 2000
Cha-la-la, I need you stond alleen in 1999 in de NPO Radio 2 Top 2000, op plek 1822.